# Čedadsko evanđelje
Čedadsko evanđelje – poznato i kao Čedadski evangelijar, Čedadski evanđelistar ili Čedadski rukopis (lat. Codex Aquileiensis) – rukopisni je kodeks s tekstom evanđelja pisan uncijalom 5. ili 6. stoljeća i latinskim jezikom.

## Povijest
Evanđelistar je nazvan prema slovenskom obliku imena za furlanski grad Cividale del Friuli. Do 1409. godine čuvao se u Akvileji, a zatom je prenesen u Čedad.
Evanđelistaru nedostaje tekst Markova evanđelja zato što je sedam snopića istrgnuto iz kodeksa. Snopići su zatim posebno uvezeni, okovani srebrom i odneseni u Veneciju jer se smatralo da ih je osobno napisao sveti Marko, zaštitnik Venecije. Dva snopića evanđelja darovana su Karlu VI. Manji dio evanđelja pohranjen je u Pragu, dok je ostatak pohranjen u Veneciji.

## Sadržaj
Na rubovima evanđelistara, kao i između redaka prvih devet listova, zapisivana su imena uglednih hodočasnika, najviše iz istočnih europskih zemalja, koji su od kraja 8. do kraja 10. stoljeća posjećivali samostan u kojemu se rukopis tada nalazio. Naknadni zapisi pisani su karolinom.
Među imenima hodočasnika spominju se i imena hrvatskih knezova Braslava sa ženom te Trpimira sa sinom Petrom i Branimira sa ženom Marušom. Osim njih, spominju se i imena nekih drugih povijesnih osoba poput Borisa, Rastislava, Pribine i Kocelja.
Među hodočasnike su upisani i hrvatski dostojanstvenici Presila, vjerojatno župan koji se spominje u Trpimirovoj darovnici, te Sebedrag, koji može biti istoimeni donator crkve u Otresu ili pak župan Klisa, jedan od svjedoka Muncimirove povelje.